# Poród aktywny
Poród aktywny – koncepcja powstała w latach 80. XX wieku w Wielkiej Brytanii, według której poród rozumiany jest jako naturalny i spontaniczny proces, w którym to rodząca bierze za niego pełną odpowiedzialność. Zakłada się, że każda kobieta posiada naturalny instynkt co do zachowań umożliwiających jej urodzenie dziecka. Aby wybrać dla siebie taki sposób porodu, należy już podczas ciąży przygotować się do tego wydarzenia, poznać swoje ciało, zachować aktywność fizyczną, nauczyć się prawidłowego oddechu i odpoczynku, na przykład przez uczestnictwo w zajęciach szkoły rodzenia.

## Założenia porodu aktywnego
- Spontaniczne wybieranie przez rodzącą takiej pozycji, która przynosi jej największą ulgę;
- Wykorzystanie w pełni przerw między skurczami na odpoczynek, zrelaksowanie się i uspokojenie oddechu;
- Rodząca w ruchu – stanie, chodzenie, kręcenie biodrami, czy taniec ułatwia dziecku prawidłowe wstawienie się do kanału rodnego;
- Szybszy i bardziej dynamiczny poród – w czasie skurczów aktywna praca rodzącej oraz pełny odpoczynek w przerwach między nimi[1].

## Aspekty psychologiczne
To podejście do procesu porodu angażuje nie tylko ciało rodzącej, ale bardzo dużą rolę odgrywa też jej stan umysłu. Rodzenie w sposób aktywny zakłada, że kobieta posiadając naturalny instynkt samodzielnie pomaga dziecku przyjść na świat, wpływa na szybkość porodu i jego bezpieczeństwo, samodzielnie i świadomie podejmuje decyzje i bierze odpowiedzialność za poród. Kobieta po takim porodzie czuje się dowartościowana, odzyskuje wiarę we własne siły i intuicję.